# Szöcskék
A szöcskék (Tettigonioidea) az egyenesszárnyúak (Orthoptera) rendjébe tartozó tojócsövesek (Ensifera) alrendjének egyik öregcsaládja. Az öregcsalád egyetlen recens családja a fürgeszöcskéké (Tettigoniidae), mivel a Haglotettigoniidae család kihalt.
A felnőtt egyedekre hasonlító ivadékaik kifejléssel (epimorfózis) jutnak el ivarérett állapotukba.